# Biemenhorst
Der Ort Biemenhorst ist ein Stadtteil der Stadt Bocholt im Kreis Borken. Von der eigentlichen Stadt Bocholt abgesehen ist es der Stadtteil mit den meisten Einwohnern.

## Lage

Ehemaliges Wappen des Amtes Liedern-Werth

Biemenhorst bildet gemeinsam mit Lankern und Mussum die südliche Grenze Bocholts. Die Dingdener Straße trennt Biemenhorst vom westlich gelegenen Mussum. Im Norden wird Biemenhorst durch die B 67 von den innerstädtischen Bereichen Rosenberg und Fildeken getrennt. Im Osten grenzt Biemenhorst an die Rheder Bauerschaft Büngern sowie im Süden an den Stadtteil Lankern und Dingden (Hamminkeln).

## Geschichte
Funde von Grabfeldern aus dem 5. und 6. Jahrhundert deuten darauf hin, dass die Gegend des heutigen Biemenhorsts schon früh besiedelt worden ist. Unter dem Namen „Bimolt“ – was so viel wie „bi dem holte“ bedeutet – wurde Biemenhorst zum ersten Mal erwähnt.
Vor 1858 wurde die Gemeinde Biemenhorst durch Ausgliederung aus dem Kirchspiel Bocholt neu gegründet. Sie war die kleinste selbständige Gemeinde im Amt Liedern-Werth.
Am 1. Januar 1975 wurde Biemenhorst zu einem Stadtteil Bocholts, womit ein großer Wandel im Ortsbild einherging. Aufgrund der geringen Entfernung zum Stadtzentrum wurde viel Wohnraum geschaffen und dadurch die klare naturräumliche Trennung zwischen Biemenhorst und Bocholt beseitigt.

## Bebauung
Wie am gesamten unteren Niederrhein sowie im Westmünsterland ist auch in Biemenhorst die Bebauung durch Einfamilien- und Doppelhäuser geprägt. Aufgrund der Nähe zum Stadtzentrum und der verhältnismäßig günstigen Baulandpreise ist die Einwohnerzahl seit der Gebietsreform von 1975 enorm gestiegen, sodass Biemenhorst heute als einwohnerreichster Stadtteil Bocholts gilt.
Im Zuge der Weiterentwicklung des Stadtteils wurde ein neues Ortszentrum an der Birkenallee errichtet. Es stellt mit Banken, Supermärkten sowie Arztpraxen die Nahversorgung sowohl für Biemenhorst als auch für die benachbarten Stadtteile Mussum und Lankern sicher.

## Verkehrsanbindung
Die nördlich gelegene B 67 ist über zwei Auffahrten zu erreichen und ermöglicht eine schnelle Verbindung ins Münsterland sowie an den Niederrhein. Vier Straßen (Dingdener Straße, Biemenhorster Weg, Schulstraße und Franzstraße) unterlaufen die als Hochstraße errichtete Verkehrsader, wodurch die Kernstadt Bocholts direkt erreichbar ist. Als Hauptverkehrsachse innerhalb Biemenhorsts zählt die Birkenallee, an der mit Sportverein, Schulen, Kindergärten sowie dem Stadtteilzentrum alle wichtigen Institutionen des Ortsteils liegen.
Der öffentliche Nahverkehr wird durch die Stadtbus Bocholt GmbH betrieben, weist aufgrund der umfangreichen Neubebauung jedoch einige Lücken auf. So bedient die Linie C4 ausschließlich den östlichen Bereich im halbstündigen Takt mit dem Stadtzentrum, während die westlichen Bereiche inklusive des häufig frequentierten Stadtteilzentrums auf eine Bedarfs-Taxibuslinie angewiesen sind.
Bis 1960 verfügte Biemenhorst über eine Haltestelle an der Bahnstrecke Wesel–Bocholt. Die Station bei Kilometer 18,2, war allerdings nur wenige Jahre in Betrieb.
Ab 2022 soll an der neu elektrifizierten Bahnstrecke Wesel–Bocholt der Haltepunkt Bocholt-Mussum in Betrieb gehen. Angestrebt wird eine Anbindung an das Stadtbusnetz.
Bedient werden soll der neue Haltepunkt vom Regionalexpress  RE 19.

## Wirtschaft
Ausgeprägte Gewerbezonen sind im Vergleich zum Wohnraum nur wenige vorhanden. Entlang der Dingdener Straße, am Waldschlößchen sowie in dem Gebiet zwischen Bürgerzentrum und B 67 befinden sich die einzigen Bereiche, in denen produzierendes Gewerbe vorzufinden ist.